# 天の川 (バラ)

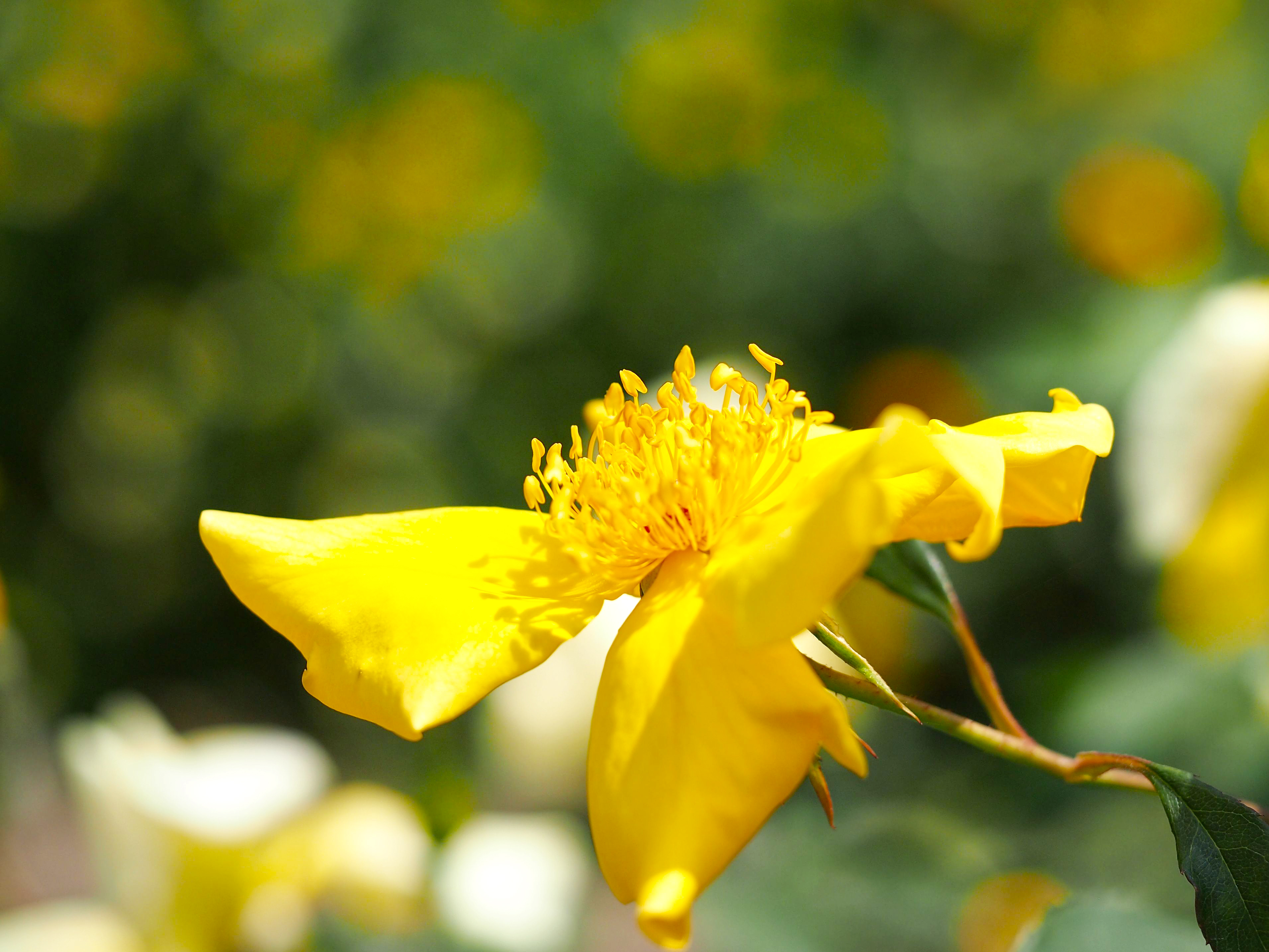
天の川

天の川は、バラの園芸品種の1つ。1956年に日本で、鈴木省三によって作出された。
フロリバンダ系の四季咲きのバラ。母はゴールデン・セプター (Golden Sceptor) の実生だが、父は実生であったこと以外は不明。樹高0.8m、株張り80cmとコンパクトな樹形だが、いくぶん横張りになる。枝数はやや少ない。鮮明な黄色の一重咲きの花を咲かせる。開花が進むとやや白く退色し、花弁がやや反る。花径が7-10cmの中輪種で房咲きになる。花は1房に1つから3つ。開花時に花はややうつむく。香りの強さは微香。黒点病には強いが、うどん粉病には弱い。
1963年、ハンブルク国際コンクールで第3位に入賞した。日本人が作出したバラで国際的なコンクールに初めて参加した品種で、受賞したのもこれが初めてである